# Irmãs Williams
Irmãs Williams é uma dupla de ténis formada pelas irmãs estadunidenses Serena Williams e Venus Williams
Juntas com Steffi Graf, elas são as únicas que possuem o chamado Golden Slam do ténis (os 4 Grand Slams e o ouro Olímpico)

## Carreira
Em 1999, após vencerem Martina Hingis e Anna Kournikova na final de Roland Garros, conquistaram o primeiro torneio em parceria.

### Boicote ao torneio de Indian Wells
No torneio de 2001, as irmãs iriam se enfrentar na semi-final. No entanto, faltando 20 minutos para que a partida começasse, com o estádio já cheio de espectadores, Venus Williams alegou que não estava em condições de jogo por conta de uma lesão no joelho. Williams declarou a repórteres que notou a lesão, pela primeira vez, durante o treino quando executava um saque e sentiu uma dor "super aguda" no joelho. Ela disse que recebeu uma injeção pela primeira vez em sua carreira, mas não ajudou. Assim, como não havia tempo hábil para a organização alterar a programação, sua irmã Serena classificou-se de imediato para a final. Como, na época do incidente, havia a suspeita de que os jogos entre as irmãs eram decididos em família — o pai Richard supostamente determinava a vencedora, — quando a Serena entrou em quadra para enfrentar a belga Kim Clijsters, o estádio vaiou a norte-americana.
Por conta deste episódio, as irmãs nunca mais participaram do torneio. Elas alegam que houve problemas de racismo.
| “ | "Não vou a Indian Wells. Ponto final. Honestamente, não acho que eles queiram que eu vá. Há algumas coisas pelas quais você tem de lutar. No passado, muitas pessoas da minha raça defenderam muito mais do que não jogar em Indian Wells. Isto é o mínimo que posso fazer." | ” |

## Estatísticas e Honrarias
Em 2002, após o torneio de Roland Garros, Venus Williams e Serena Williams foram ranqueadas No. 1 e No. 2 do mundo, respectivamente. Durante o torneio de Roland Garros de 2010, elas eram a dupla feminina no.1 do mundo, e as tenistas No.1 e 2 do mundo no simples. Além disso, ambas já foram No.1 do mundo.
As 2 ganharam 4 medalhas de ouro olímpicas (1 no torneio de simples, cada uma, e 3 juntas). Com as 4 medalhas, elas são, entre os tenistas (incluindo masculinos) as desportistas com o maior número de medalhas de ouro olímpicas. Além disso, elas são a única dupla da história a conquistar o ouro olímpico em três ocasiões. Em numero total de medalhas olímpicas, porém, elas perdem para a britânica Kathleen McKane, com um ouro, duas de prata e duas de bronze entre as edições de 1920 e 1924.
Após conquistarem Roland Garros, em 2010, elas se tornaram a terceira dupla da história a conquistar os quatro Grand Slams de forma consecutiva (Wimbledon e US Open em 2009, Australian open e Roland Garros em 2010).
Em termos de Grand Slam, elas são a 3a dupla feminina mais vitoriosa da história do ténis. As melhores são Martina Navratilova e Pam Shriver, que juntas venceram 21 vezes, e Gigi Fernandez/Natasha Zvereva com 14 triunfos.
No torneio de Simples de Roland Garros, sempre que as duas marcaram presença juntas em Paris, pelo menos uma delas passou pelas primeiras duas rodadas. Apenas em 2012 isto não ocorreu.
Elas são as únicas tenistas, na Era Aberta do ténis a jogar uma contra a outra, a final dos 4 Grand Slams.

## Na Mídia
- 2013 - Documentário “Venus and Serena”, dirigido por Maiken Baird e Michelle Major.[15][16]

## Conquistas
13 Grand Slams
- Australian Open - 2001, 2003, 2009, 2010
- Roland Garros - 1999, 2010.
- Wimbledon - 2000, 2002,2008, 2009, 2012,2016
- US Open - 1999, 2009

### Finais: 22 (21v, 1d)
| Finais (Legenda)                      |
| ------------------------------------- |
| Grand Slam (13v–0d)                   |
| Jogos Olímpicos (3v)                  |
| WTA Tour Championships (0v–0d)        |
| Premier Mandatory & Premier 5 (2v–0d) |
| Premier (2v–1d)                       |
| International (1v–0d)                 |

| Finais (por Superfície) |
| ----------------------- |
| Duro (10v–1d)           |
| Grama (6v–0d)           |
| Saibro (3v–0d)          |
| Carpete (2v–0d)         |

| Resultado    | No. | Data               | Torneio                                        | Superfície | Oponentes                                      | Placar             |
| ------------ | --- | ------------------ | ---------------------------------------------- | ---------- | ---------------------------------------------- | ------------------ |
| Campeãs      | 1.  | February 23, 1998  | Oklahoma City, United States (1)               | Duro       | Cătălina Cristea Kristine Kunce                | 7–5, 6–2           |
| Campeãs      | 2.  | October 12, 1998   | Zurique, Suíça (1)                             | Carpete    | Mariaan de Swardt Elena Tatarkova              | 5–7, 6–1, 6–3      |
| Campeãs      | 3.  | February 15, 1999  | Hannover, Germany (1)                          | Carpete    | Alexandra Fusai Nathalie Tauziat               | 5–7, 6–2, 6–2      |
| Campeãs      | 4.  | May 24, 1999       | French Open, Paris, França (1)                 | Saibro     | Martina Hingis Anna Kournikova                 | 6–3, 6–7(2–7), 8–6 |
| Vice-Campeãs | 1.  | August 8, 1999     | WTA de Carlsbad, U.S. (1)                      | Duro       | Lindsay Davenport Corina Morariu               | 6–4, 6–1           |
| Campeãs      | 5.  | August 30, 1999    | US Open, New York City, U.S. (1)               | Duro       | Chanda Rubin Sandrine Testud                   | 4–6, 6–1, 6–4      |
| Campeãs      | 6.  | June 26, 2000      | Wimbledon, London, United Kingdom (1)          | Grama      | Julie Halard-Decugis Ai Sugiyama               | 6–3, 6–2           |
| Campeãs      | 7.  | September 18, 2000 | Jogos Olímpicos de 2000, Sydney, Australia (1) | Duro       | Kristie Boogert Miriam Oremans                 | 6–1, 6–1           |
| Campeãs      | 8.  | January 15, 2001   | Australian Open, Melbourne, Australia (1)      | Duro       | Lindsay Davenport Corina Morariu               | 6–2, 4–6, 6–4      |
| Campeãs      | 9.  | June 24, 2002      | Wimbledon, London, U.K. (2)                    | Grama      | Virginia Ruano Pascual Paola Suárez            | 6–2, 7–5           |
| Campeãs      | 10. | January 13, 2003   | Australian Open, Melbourne, Australia (2)      | Duro       | Virginia Ruano Pascual Paola Suárez            | 4–6, 6–4, 6–3      |
| Campeãs      | 11. | July 5, 2008       | Wimbledon, London, U.K. (3)                    | Grama      | Lisa Raymond Samantha Stosur                   | 6–2, 6–2           |
| Campeãs      | 12. | August 17, 2008    | Jogos Olímpicos de 2008, Beijing, China (2)    | Duro       | Anabel Medina Garrigues Virginia Ruano Pascual | 6–2, 6–0           |
| Campeãs      | 13. | January 30, 2009   | Australian Open, Melbourne, Australia (3)      | Duro       | Ai Sugiyama Daniela Hantuchová                 | 6–3, 6–3           |
| Campeãs      | 14. | July 4, 2009       | Wimbledon, London, U.K. (4)                    | Grama      | Samantha Stosur Rennae Stubbs                  | 7–6(7–4), 6–4      |
| Campeãs      | 15. | August 2, 2009     | Stanford, U.S. (1)                             | Duro       | Chan Yung-jan Monica Niculescu                 | 6–4, 6–1           |
| Campeãs      | 16. | September 14, 2009 | US Open, New York City, U.S. (2)               | Duro       | Cara Black Liezel Huber                        | 6–2, 6–2           |
| Campeãs      | 17. | January 29, 2010   | Australian Open, Melbourne, Australia (4)      | Duro       | Cara Black Liezel Huber                        | 6–4, 6–3           |
| Campeãs      | 18. | May 15, 2010       | Madrid, Spain (1)                              | Saibro     | Gisela Dulko Flavia Pennetta                   | 6–2, 7–5           |
| Campeãs      | 19. | June 3, 2010       | French Open, Paris, France (2)                 | Saibro     | Květa Peschke Katarina Srebotnik               | 6–2, 6–3           |
| Campeãs      | 20. | July 7, 2012       | Wimbledon, London, U.K.                        | Grama      | Andrea Hlaváčková Lucie Hradecká               | 7–5, 6–4           |
| Campeãs      | 21. | August 5, 2012     | Jogos Olímpicos de 2012, London, U.K. (3)      | Grama      | Andrea Hlaváčková Lucie Hradecká               | 6–4, 6–4           |

## Lista de Tenistas que derrotaram as Irmãs Williams no mesmo Torneio de Simples
| No. | Ano  | Torneio                     | Local         | Tenista                 | Info                                                   |
| 1.  | 1998 | Apia International Sydney   | Sydney        | Arantxa Sánchez Vicario | d. Serena 6/2 6/1 em SF d. Venus 6/1 6/3 em F          |
| 2.  | 1999 | Apia International Sydney   | Sydney        | Steffi Graf             | d. Serena 6/2 3/6 7/5 em 2T d. Venus 4/6 6/2 6/4 em QF |
| 3.  | 2001 | Australian Open             | Melbourne     | Martina Hingis          | d. Serena 6/2 4/6 8/6 em QF d. Venus 6/1 6/1 em SF     |
| 4.  | 2002 | Home Depot Championships    | Los Angeles   | Kim Clijsters           | d. Venus 5/0 ret. em SF d. Serena 7/5 6/3 em F         |
| 5.  | 2004 | JPMorgan Chase Open         | Los Angeles   | Lindsay Davenport       | d. Venus 7/5 2/0 ret. em SF d. Serena 6/1 6/3 em F     |
| 6.  | 2007 | US Open                     | New York City | Justine Henin           | d. Serena 7/6(3) 6/1 em QF d. Venus 7/6(2) 6/4 em SF   |
| 7.  | 2009 | US Open                     | New York City | Kim Clijsters           | d. Venus 6/0 0/6 6/4 em 4T d. Serena 6/4 7/5 em SF     |
| 8.  | 2010 | Internazionali BNL d'Italia | Roma          | Jelena Janković         | d. Venus 6/0 6/1 em QF d. Serena 4/6 6/3 7/6(5) em SF  |